# 山崎充哲

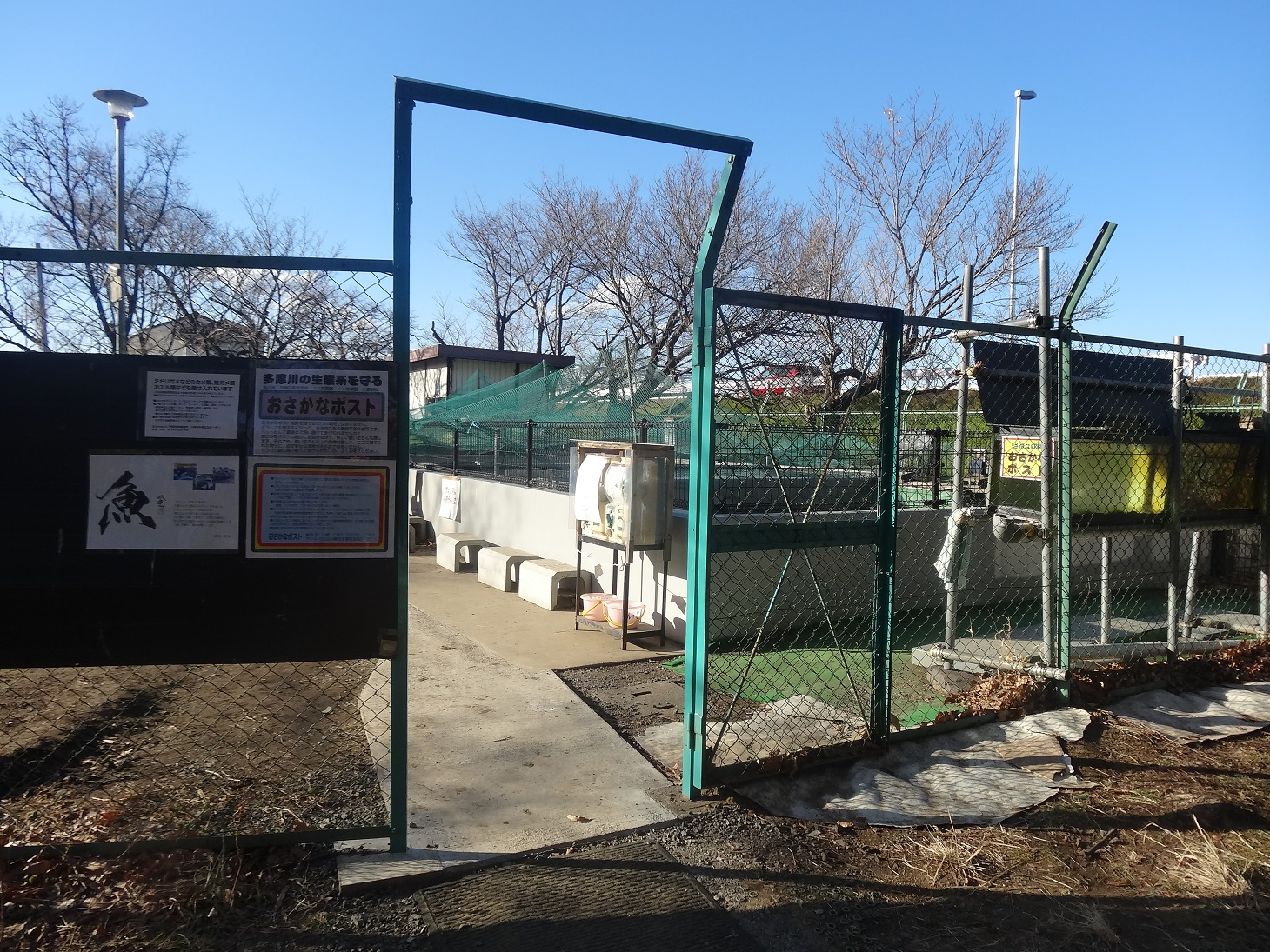
おさかなポスト

山崎 充哲（やまさき みつあき、1959年1月23日 - 2021年5月6日）は、水辺の安全教育委員会／ガサガサ水辺の移動水族長。「おさかなポスト」創設者 『おさかなポストの会』代表。川崎市特別派遣講師（理科）。東京都レッドデータブック選定委員。自然環境コンサルタント株式会社建設技術研究社代表を務めている。神奈川県川崎市多摩区在住。
多摩区出身。川崎市立生田小学校、川崎市立生田中学校、日本大学藤沢高等学校を経て、日本大学農獣医学部水産学科卒業。
外来魚が繁殖した多摩川の生態系を守るため、2005年に稲田公園の川べりに設置したいけすを「おさかなポスト」として開放。飼えなくなった観賞魚やカメなどを保護し、新たな引き取り先を探す活動を始めた。2019年におさかなポストの活動は終了し、自宅に併設した飼育管理事務所で保護活動を行っていた。自然環境調査の会社を経営する傍ら、「ふれあい移動水族館」と称する活動も行っていた。
2014年3月〜2015年12月まで東京新聞川崎版でコラム「山崎充哲の多摩川ノート」を連載していた。

## 著作
- 『いのちの川』 幻冬舎、2010年6月出版
- 『多摩川のおさかなポスト』 星の輪会、2012年4月出版
- 『タマゾン川　多摩川でいのちを考える』 旬報社、2012年6月出版　第60回産経児童出版文化賞大賞
- 道徳　小学校６年生　タマゾン川掲載　東京書籍

## 環境関連受賞
- 2006年 - 関東川の日ワークショップ会場グランプリ川仲間賞／特別賞：パフォーマンスグランプリ（紙芝居）ダブル受賞
- 2008年 - 川の日ワークショップ韓国大会、日本水大賞グランプリ日本代表ジュニア隊員
- 2008年 - 世界リトルラムサール韓国大会ジュニア隊員日本代表
- 2008年 - 世界子ども水フォーラムトルコ／イスタンブール大会 日本代表最終選考ジュニア隊員
- 2009年 - いい川・いい川づくりワークショップ全国大会入賞
- 2011年 - 日本水大賞審査部会特別賞
- 2012年 - 関東川の日ワークショップ入賞
- 2016年 - シチズン・オブ・ザ・イヤー受賞